# فيلكو يوتوف
فيلكو يوتوف (بالبلغارية: Велко Йотов)‏ (مواليد 26 أغسطس 1970) هو لاعب كرة قدم. يلعب مع منتخب بلغاريا لكرة القدم. سبق له أن لعب في كأس العالم لكرة القدم مع منتخب بلاده.

## روابط خارجية
- فيلكو يوتوف على موقع الاتحاد الدولي (مؤرشف)  (الإنجليزية)
- فيلكو يوتوف على موقع قاعدة بيانات كرة القدم.إي يو (الإنجليزية)
- فيلكو يوتوف على موقع ناشيونال فوتبول تيمز (الإنجليزية)